# Machanaikanahalli Kaval, Channagiri
Machanaikanahalli Kaval là một làng thuộc tehsil Channagiri, huyện Davanagere, bang Karnataka, Ấn Độ.